# Eudule ithrites
Eudule ithrites är en fjärilsart som beskrevs av Druce 1901. Eudule ithrites ingår i släktet Eudule och familjen mätare. Inga underarter finns listade i Catalogue of Life.